# Tetradymia
Tetradymia là một chi thực vật có hoa trong họ Cúc (Asteraceae).

## Loài
Chi Tetradymia gồm các loài: